# Acanthosaura brachypoda
Espèce
Acanthosaura brachypoda est une espèce de sauriens de la famille des Agamidae.

## Répartition
Cette espèce est endémique de la province de Lào Cai, dans le Nord du Viêt Nam. Elle se rencontre sur le Phan Xi Păng.

## Publication originale
- Ananjeva, Orlov, Nguyen & Ryabov, 2011 : A New Species of Acanthosaura (Agamidae, Sauria) from Northwest Vietnam. Russian Journal of Herpetology, vol. 18, no 3, p. 195-202.